# Хапсагай

Боротьба взимку

Хапсагай (якут. хапсаҕай — моторний, спритний, хваткий) — якутська національна боротьба.

## Назва
Існує кілька версій походження назви боротьби. На думку Н. С. Григор'єва, автора «Фразеологічного словника якутської мови», слово утворене з основи хапса (ловити, хапати, схопити) і старомонгольскої приставки ҕай, що означає будь-яку дію, тобто можливий варіант перекладу може бути «схопив і дій». «Тлумачний словник якутської мови» також визначає хапсаҕай як поєднання двох слів: хап (спритність, швидкість, сила, витривалість) і саҕай (кидай, кидай). Т. І. Петрова в «Короткому якутсько-російському словнику» переводить слово як моторний, спритний, швидкий і визначає слово як неподільне. Е. К. Пекарський в «Словнику якутської мови» висуває версію походження слова хапсаҕай (хабис + аҕай) від тюркського «капчаҕай», «капшаҕай» (швидкий, моторний), порівняно з бурятським «габшагай» — спритний, хваткий, підхоплювати, виверт. На думку кандидата культурології Н. С. Попова, хапсаҕай — це споконвічно якутське слово, нероздільне, підвид слів хапсиҕии, хапсиҕар (зіткнення, стикатися).

## Історія
Хапсагай має давню історію. Вже у відомому героїчному епосі олонхо дано опис перемоги богатиря «середнього світу» над представниками «темної сили» за допомогою прийомів боротьби хапсагай.
За переказами, ще в давнину у якутів існувала система виховання і підготовки воїнів, які становили окрему касту. Однією зі складових такої підготовки було вміння вести боротьбу без зброї. Дитину, відібрану в касту воїнів (яка прагнула стати Боотуром) навчали різних військових умінь і розвивали відповідні фізичні навички, в тому числі премудростям національної боротьби. Секрети майстерності та способи підготовки до змагань кожна сім'я тримала в таємниці.
Перша згадка про хапсагай російською мовою є в працях етнографа Г. Ф. Міллера, який дав докладний опис свята Исиах, проведеного 31 травня 1737 в 14 верстах від Якутська, і в ході якого пройшли змагання з боротьби хапсагай. Потім згадки про змагання з цієї боротьби зустрічалися в «Працях Другогої Камчатської експедиції» І. Г. Гмеліна, в роботах академіка А. Д. Мідлендорфа, у письменника-декабриста А. А. Бестужева-Марлинського.
За старих часів змагання з хапсагаю влаштовувалися під час свят, головним з яких було Исиах, на весіллях (Уруу) знатних родів, під час осінньої підлідної ловлі риби (Мунхен), під час перегонів на конях. Борці (даадари), за традицією покриті бичачою шкірою (з тим, щоб суперники не бачили один одного і щоб супернику не «наврочили»), виходили з берестяних чумів на галявину, в коло глядачів. Арбітр, який обирається з почесних гостей, виводив борців на середину кола, скидав з них покривало, і починалася сутичка.
Призом переможцеві змагань традиційно служила мюсе — варена стегнова кістка жеребця з м'ясом у верхній частині. Втім, існували й інші варіанти нагород. Так, І. А. Худяков, який відбував заслання в Верхоянську з 1867 по 1876 роки, описував, що переможеному показували дулю, замащену землею, а переможцю наливали чарку кумису або горілки, виконували пісню на його честь.
В кінці XIX століття і початку XX століття спостерігалася активізація захоплення хапсагаєм на всій території нинішньої Якутії, з'явилися відомі майстри хапсагаю. У 1932 році відбулися перші офіційні змагання з хапсагаю, які були присвячені десятирічному ювілею утворення автономної республіки, й після цього змагання проводилися систематично, як на святах, так і в ході Всеякутських Спартакіад. До участі в змаганнях були допущені й жінки. Так, в 1944 році змагання жінок було включено в програму літньої республіканської спартакіади Якутській АРСР.
У 1992 році була утворена асоціація «Сахаада-спорт», що об'єднує вісім федерацій з національних видів спорту, зокрема хапсагай, а змагання з цієї боротьби проводяться під егідою Федерації спортивної боротьби Республіки Саха (Якутії). 25 жовтня 2010 року хапсагай був визнаний Міжнародною федерацією об'єднаних стилів боротьби (FILA), в результаті чого був підписаний договір між FILA й Асоціацією національних видів спорту та ігор народів Якутії «Сахаада-спорт». Відповідно до договору боротьба хапсагай увійшла в FILA на правах офіційно визнаного виду боротьби та може поширюватися по всьому світу. У 2011 році хапсагай викликав великий інтерес федерації боротьби Беніну, і листом президента цієї федерації хапсагай був визнаний, і була висловлена готовність стати базовим центром розвитку боротьби в Африці. З 22 по 25 грудня 2011 року мав пройти перший чемпіонат Африки по хапсагаю.

## Правила
Борці оголені до пояса, нижче пояса одягнені в труси або трико, як правило взуті в борцівки. Раніше, незалежно від пори року, борці боролися роззутими й одягненими тільки в шорти з ровдуги (м'якої шкіри лося без вовни). Сутички можуть проводитися і на галявині, порослою травою, але нині офіційні проводяться на борцівському килимі діаметром 10 метрів.
Будь-яке торкання борцем землі (килима) будь-якою частиною тіла, крім ступнів, означає поразку. Виняток в сучасних правилах становить дотик до землі (килима) однією рукою, за що зараховується штраф в 1 бал; дотик двома руками вже означає поразку. При проведенні прийому борець-нападник повинен залишитися на ногах. Боротьби в партері в хапсагаї немає.
У боротьбі дозволені будь-які захоплення за будь-яку частину тіла, включно з пальцями рук і ніг. Захвати борців, як правило, неглибокі, в ході сутички велике значення має активна робота ніг. В арсеналі борців є підсікання, підніжки, зачепи, ривки й інші кидки. Так, поширеними прийомами є звалювання суперника захопленням голови і ноги (тюрген) і передня підніжка (халбарийан тебіі). Багато прийомів з'єднані в багатоступінчасті комбінації. У техніці хапсагаю слід виділити оригінальне виконання проходів у ноги та кидків через груди (халбарийии).
Тривалість сутички обмежена 10 хв, для дорослих це зазвичай 5 хв + 2 хв в разі, якщо переможець не виявлений в основний час, для старших юнаків — 5 хвилин, для молодших юнаків — 4 хв. Результат сутички — це перемога одного з борців або оголошення, що обидва програли через пасивне ведення боротьби.